# Stenus comma
Stenus comma es una especie de escarabajo del género Stenus, familia Staphylinidae. Fue descrita científicamente por J.L.LeConte en 1863.
Habita en Reino Unido, Suecia, Países Bajos, Mongolia, Finlandia, Estados Unidos, Austria, Alemania, Noruega, Estonia, Corea, Canadá, Francia, Rusia, Japón, Polonia, Rumania, Ucrania, Italia, Bélgica, Luxemburgo, Bielorrusia, Suiza, Dinamarca, Lituania y Letonia.